# Mistrzostwa Ameryki Południowej Juniorek w Piłce Siatkowej 2012
Mistrzostwa Ameryki Południowej Juniorek w Piłce Siatkowej 2012 odbyły się w Peru w dniach 18–22 października 2012. Zespoły rywalizowały w Limie. Mistrzostwa były jednocześnie kwalifikacjami do Mistrzostw Świata Juniorek w Piłce Siatkowej 2013. Tytuł wywalczyła reprezentacja Brazylii.

## Grupa A

### Tabela
| Lp. | Drużyna   | Pkt | Mecze | Mecze | Mecze | Sety | Sety | Sety  | Małe punkty | Małe punkty | Małe punkty |
| Lp. | Drużyna   | Pkt | M     | W     | P     | wyg. | prz. | ratio | zdob.       | str.        | ratio       |
| --- | --------- | --- | ----- | ----- | ----- | ---- | ---- | ----- | ----------- | ----------- | ----------- |
| 1   | Brazylia  | 9   | 3     | 3 (0) | 0 (0) | 9    | 1    | 9.000 | 249         | 160         | 1.556       |
| 2   | Kolumbia  | 8   | 3     | 2 (0) | 1 (2) | 7    | 4    | 1.750 | 254         | 211         | 1.204       |
| 2   | Argentyna | 3   | 3     | 1 (0) | 2 (0) | 4    | 6    | 0.667 | 210         | 192         | 1.094       |
| 4   | Paragwaj  | 0   | 3     | 0 (0) | 3 (0) | 0    | 9    | 0.000 | 75          | 225         | 0.333       |

Źródło: fivb.org
Punktacja: 3:0 i 3:1 – 3 pkt; 3:2 – 2 pkt; 2:3 – 1 pkt; 1:3 i 0:3 – 0 pkt
Zasady ustalania kolejności: 1. liczba punktów; 2. liczba zwycięstw; 3. stosunek setów; 4. stosunek małych punktów
     awans do półfinału
| Data  | Godz. | Drużyna 1 | Wynik | Drużyna 2 | 1     | 2     | 3     | 4     | 5 | * |
| ----- | ----- | --------- | ----- | --------- | ----- | ----- | ----- | ----- | - | - |
| 18.10 | 15:00 | Kolumbia  | 3:1   | Argentyna | 25:20 | 25:18 | 19:25 | 26:24 |   |   |
| 18.10 | 19:00 | Paragwaj  | 0:3   | Brazylia  | 9:25  | 9:25  | 10:25 |       |   |   |
| 19.10 | 13:00 | Kolumbia  | 3:0   | Paragwaj  | 25:13 | 25:5  | 25:7  |       |   |   |
| 19.10 | 15:00 | Brazylia  | 3:0   | Argentyna | 25:13 | 25:19 | 25:16 |       |   |   |
| 20.10 | 15:00 | Brazylia  | 3:1   | Kolumbia  | 25:23 | 24:26 | 25:14 | 25:21 |   |   |
| 20.10 | 19:00 | Argentyna | 3:0   | Paragwaj  | 25:8  | 25:6  | 25:8  |       |   |   |

## Grupa B

### Tabela
| Lp. | Drużyna   | Pkt | Mecze | Mecze | Mecze | Sety | Sety | Sety  | Małe punkty | Małe punkty | Małe punkty |
| Lp. | Drużyna   | Pkt | M     | W     | P     | wyg. | prz. | ratio | zdob.       | str.        | ratio       |
| --- | --------- | --- | ----- | ----- | ----- | ---- | ---- | ----- | ----------- | ----------- | ----------- |
| 1   | Peru      | 9   | 3     | 3 (0) | 0 (0) | 9    | 1    | 9.000 | 249         | 141         | 1.766       |
| 2   | Chile     | 7   | 3     | 2 (1) | 1 (2) | 7    | 6    | 1.167 | 287         | 276         | 1.040       |
| 2   | Wenezuela | 4   | 3     | 1 (0) | 2 (1) | 5    | 7    | 0.714 | 238         | 287         | 0.829       |
| 4   | Urugwaj   | 0   | 3     | 0 (0) | 3 (0) | 2    | 9    | 0.222 | 202         | 272         | 0.743       |

Źródło: fivb.org
Punktacja: 3:0 i 3:1 – 3 pkt; 3:2 – 2 pkt; 2:3 – 1 pkt; 1:3 i 0:3 – 0 pkt
Zasady ustalania kolejności: 1. liczba punktów; 2. liczba zwycięstw; 3. stosunek setów; 4. stosunek małych punktów
     awans do półfinału
| Data  | Godz. | Drużyna 1 | Wynik | Drużyna 2 | 1     | 2     | 3     | 4     | 5    | * |
| ----- | ----- | --------- | ----- | --------- | ----- | ----- | ----- | ----- | ---- | - |
| 18.10 | 13:00 | Wenezuela | 2:3   | Chile     | 26:28 | 25:23 | 25:23 | 18:25 | 7:15 |   |
| 18.10 | 17:00 | Peru      | 3:0   | Urugwaj   | 25:9  | 25:8  | 25:11 |       |      |   |
| 19.10 | 17:00 | Peru      | 3:1   | Chile     | 25:18 | 24:26 | 25:21 | 25:12 |      |   |
| 19.10 | 19:00 | Wenezuela | 3:1   | Urugwaj   | 20:25 | 25:21 | 31:29 | 25:23 |      |   |
| 20.10 | 13:00 | Chile     | 3:1   | Urugwaj   | 20:25 | 25:12 | 26:24 | 25:15 |      |   |
| 20.10 | 17:00 | Peru      | 3:0   | Wenezuela | 25:15 | 25:12 | 25:9  |       |      |   |

## Faza finałowa

### Mecze o miejsca 5-8
| Data  | Godz. | Drużyna 1 | Wynik | Drużyna 2 | 1     | 2     | 3     | 4 | 5 | * |
| ----- | ----- | --------- | ----- | --------- | ----- | ----- | ----- | - | - | - |
| 21.10 | 13:00 | Wenezuela | 3:0   | Paragwaj  | 25:20 | 25:19 | 25:22 |   |   |   |
| 21.10 | 19:00 | Argentyna | 3:0   | Urugwaj   | 25:10 | 25:12 | 25:11 |   |   |   |

### Półfinały
| Data  | Godz. | Drużyna 1 | Wynik | Drużyna 2 | 1     | 2     | 3     | 4     | 5 | * |
| ----- | ----- | --------- | ----- | --------- | ----- | ----- | ----- | ----- | - | - |
| 21.10 | 15:00 | Brazylia  | 3:0   | Chile     | 25:7  | 25:14 | 25:17 |       |   |   |
| 21.10 | 17:00 | Peru      | 3:1   | Kolumbia  | 23:25 | 25:20 | 25:21 | 25:22 |   |   |

### Mecz o 7 miejsce
| Data  | Godz. | Drużyna 1 | Wynik | Drużyna 2 | 1     | 2     | 3     | 4     | 5     | * |
| ----- | ----- | --------- | ----- | --------- | ----- | ----- | ----- | ----- | ----- | - |
| 22.10 | 13:00 | Paragwaj  | 2:3   | Urugwaj   | 25:14 | 25:18 | 17:25 | 21:25 | 11:15 |   |

### Mecz o 5 miejsce
| Data  | Godz. | Drużyna 1 | Wynik | Drużyna 2 | 1     | 2     | 3     | 4     | 5    | * |
| ----- | ----- | --------- | ----- | --------- | ----- | ----- | ----- | ----- | ---- | - |
| 22.10 | 15:00 | Argentyna | 3:0   | Wenezuela | 25:23 | 28:26 | 25:14 | 18:25 | 7:15 |   |

### Mecz o 3 miejsce
| Data  | Godz. | Drużyna 1 | Wynik | Drużyna 2 | 1     | 2    | 3     | 4     | 5 | * |
| ----- | ----- | --------- | ----- | --------- | ----- | ---- | ----- | ----- | - | - |
| 22.10 | 17:00 | Kolumbia  | 3:1   | Chile     | 19:25 | 25:8 | 27:25 | 25:18 |   |   |

### Finał
| Data  | Godz. | Drużyna 1 | Wynik | Drużyna 2 | 1     | 2     | 3     | 4     | 5 | * |
| ----- | ----- | --------- | ----- | --------- | ----- | ----- | ----- | ----- | - | - |
| 22.10 | 19:00 | Brazylia  | 3:1   | Peru      | 25:15 | 25:16 | 23:25 | 25:14 |   |   |

## Klasyfikacja końcowa
| Miejsce | Reprezentacja | Uwagi          |
| ------- | ------------- | -------------- |
|         | Brazylia      | awans: MŚ 2013 |
|         | Peru          | awans: MŚ 2013 |
|         | Kolumbia      | awans: MŚ 2013 |
| 4.      | Chile         |                |
| 5.      | Argentyna     |                |
| 6.      | Wenezuela     |                |
| 7.      | Urugwaj       |                |
| 8.      | Paragwaj      |                |

## Nagrody indywidualne
| MVP            | Najlepsza punktująca | Najlepsza atakująca   | Najlepsza blokująca | Najlepsza zagrywająca | Najlepsza broniąca | Najlepsza rozgrywająca | Najlepsza przyjmująca | Najlepsza libero |
| -------------- | -------------------- | --------------------- | ------------------- | --------------------- | ------------------ | ---------------------- | --------------------- | ---------------- |
| Diana Arrechea | Diana Arrechea       | Rosamaria Montibeller | Melissa Rangel      | Angela Leyva          | Génesis Duran      | Naiane Rios            | Juliana Paes          | Nicole Vorpahl   |